# UBS Arena (New York)
Die UBS Arena ist eine Mehrzweckhalle im US-amerikanischen Elmont im Nassau County des Bundesstaates New York. Die Arena entstand auf dem Gelände neben der Pferderennbahn Belmont Park und ist seit der Saison 2021/22 die Spielstätte des Eishockey-Franchises der New York Islanders aus der National Hockey League (NHL). Unter den Fans hat der Neubau den Spitznamen The Stable (deutsch Der Stall), was sich auf den Standort an der Rennbahn bezieht.

## Geschichte
Die Islanders trugen ihre Partien seit der Gründung 1972 im damals neuen Nassau Veterans Memorial Coliseum aus. 2004 gab es erste Pläne für einen Hallenneubau, die aber wieder fallen gelassen wurden. 2012 gab der Besitzer des Franchise, Charles Wang, den Umzug in das Barclays Center in Brooklyn zur Saison 2015/16 bekannt, da das Nassau Coliseum ab diesem Zeitpunkt renoviert wurde. Die Halle der Brooklyn Nets aus der National Basketball Association (NBA) wurde für Basketball konzipiert; da eine Eisfläche größer als ein Basketballfeld ist, kam es zu Sichtbehinderungen. Den Zuschauern auf den Abschnitten 201 bis 204 und 228 bis 231 im Oberrang ist die Sicht auf das Tor vor ihnen versperrt. Die Fans akzeptierten das Barclays Center auch nicht, da es rund 50 Kilometer von der alten Heimspielstätte Nassau Veterans Memorial Coliseum entfernt ist.
Die Islanders mussten für diese Probleme eine Lösung finden. 2017 wurde man bei der Suche nach einem neuen Standort für die Halle in Elmont auf Long Island fündig. Das Gelände der Pferderennbahn Belmont Park wurde als Bauplatz ausgewählt. Am 20. Dezember 2017 wurde verkündet, das die neue Halle dort gebaut werden darf. Man setzte sich gegen den New York City FC aus der Major League Soccer durch, der dort ein neues Fußballstadion bauen wollte. Das Belmont Redevelopment Project umfasst neben der Halle mit rund 18.000 Plätzen, ein Fachmarktzentrum mit 435.000 sq ft (rund 40.000 m²) Verkaufsflächen, ein 250-Zimmer-Hotel, eine Station der Long Island Rail Road (LIRR) sowie ein Gründerzentrum. Das Projekt geht auf die New York Arena Partners zurück, einem Zusammenschluss der New York Islanders mit der Oak View Group und der Sterling Equities.
Am Entwurf arbeiteten die Architekturbüros Populous, JRDV Architects und Stantec. Das Äußere der neuen Arena ist eine Hommage an den von Stanford White entworfenen zweiten Madison Square Garden aus den 1890er Jahren. Am 23. September 2019 wurde der erste Spatenstich in Anwesenheit von Gouverneur Andrew Cuomo, NHL-Commissioner Gary Bettman, Offiziellen und Spielern der Islanders hinter der Haupttribüne der Rennbahn durchgeführt. Cuomo ließ am 27. März 2020 die Bauarbeiten wegen der COVID-19-Pandemie unterbrechen. Die Arbeiten durften am 27. Mai des Jahres wieder aufgenommen werden. Der Bau soll eine Wirtschaftsaktivität von ca. 21,5 Mrd. Euro generieren, Infrastrukturverbesserungen bringen, 10.000 Arbeitsplätze in der Bauindustrie schaffen sowie 3000 Vollzeitstellen, von denen 30 Prozent für die Anwohner vorbehalten sein sollen. Im Jahr sind 150 Veranstaltungen in der UBS Arena geplant. Die Veranstaltungshalle erfüllt den LEED v4-Gold-Standard für Ökologisches Bauen. Bis zur Eröffnung trugen die Islanders ihre Heimspiele im Barclays Center in Brooklyn und im renovierten Nassau Veterans Memorial Coliseum in Uniondale aus.
Am 22. Juli 2020 wurde bekannt, dass die Schweizer Großbank UBS Namenssponsor der Mehrzweckarena wird. Der Vertrag hat eine Laufzeit von 20 Jahren und ein finanzielles Volumen von 350 Mio. US-Dollar.
Die Islanders gaben am 15. April 2021 bekannt, dass sechs Monate vor der Eröffnung über 90 Prozent der Dauerkarten für die Saison 2021/22 verkauft sind. Es waren noch rund 1000 Karten übrig. Nach dessen Verkauf wird eine Warteliste für Interessenten angelegt. Sollten Dauerkarten verfügbar sein, würden zunächst die Fans von der Liste an die Reihe kommen. Des Weiteren wurden erste Konzerttermine veröffentlicht. Am 4. Dezember 2021 trat der Countrysänger Eric Church auf.
Die Eröffnung und die erste Partie der Islanders in der UBS Arena wurde am 20. November 2021 gegen die Vancouver Canucks veranstaltet. Die durch COVID-19 geschwächten Islanders unterlagen vor 17.255 Zuschauern, nach 13 Saisonauswärtsspielen bis zur Fertigstellung, den Gästen mit 2:5. Zwei Stunden vor dem Spiel fielen mit Andy Greene, Anthony Beauvillier und Adam Pelech drei weitere Spieler aus diesem Grund aus. Den ersten Treffer erzielte Brad Richardson von den Flames. Brock Nelson markierte mit dem 1:2 das Premierentor für das Heimteam. Das erste Konzert gab am 28. November Harry Styles.
Im Februar 2024 vergab die NHL das 69. All-Star Game im Jahr 2026 nach Elmont in die Halle der New York Islanders.

## Galerie

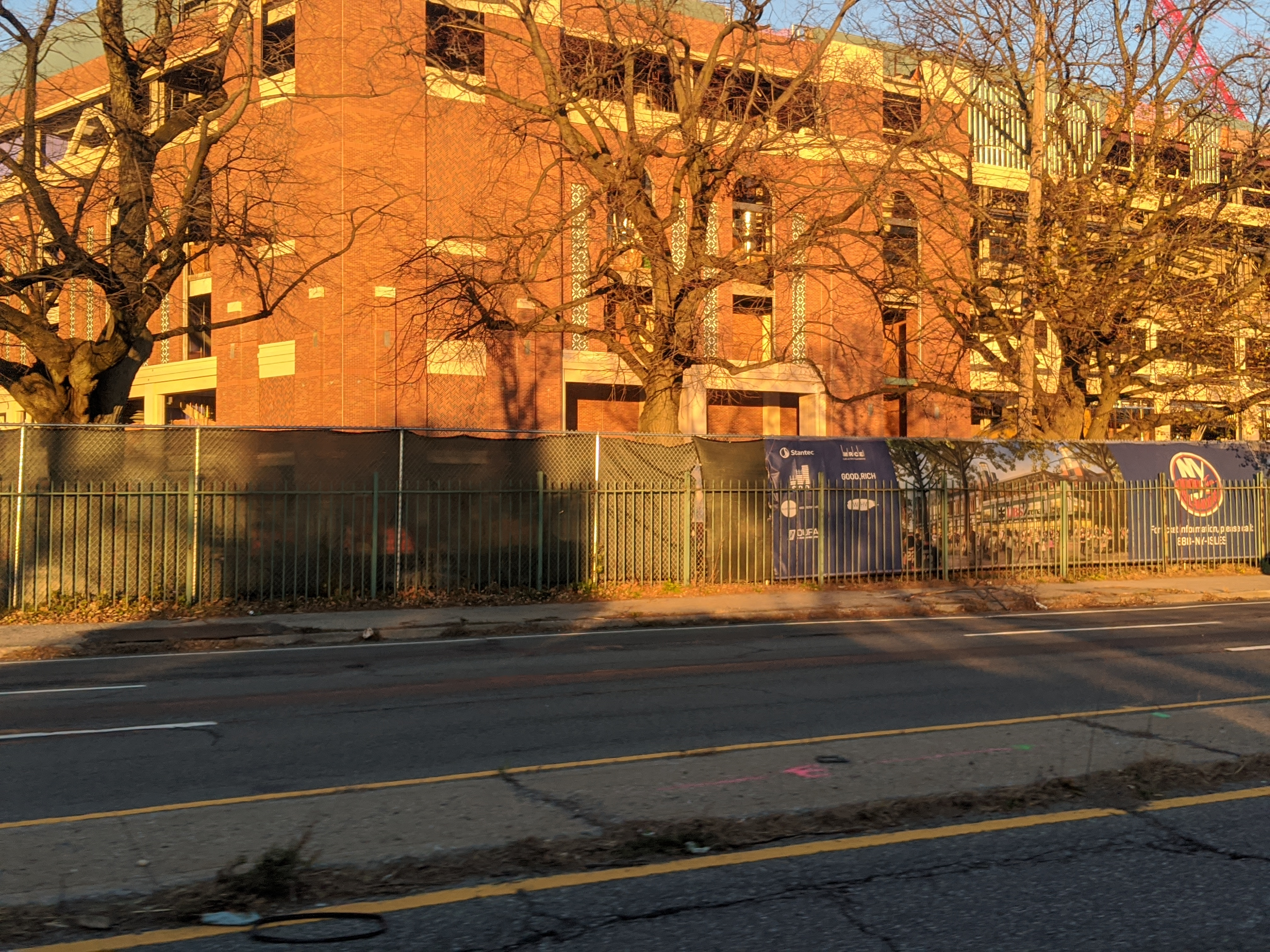
Die Baustelle im Dezember 2020
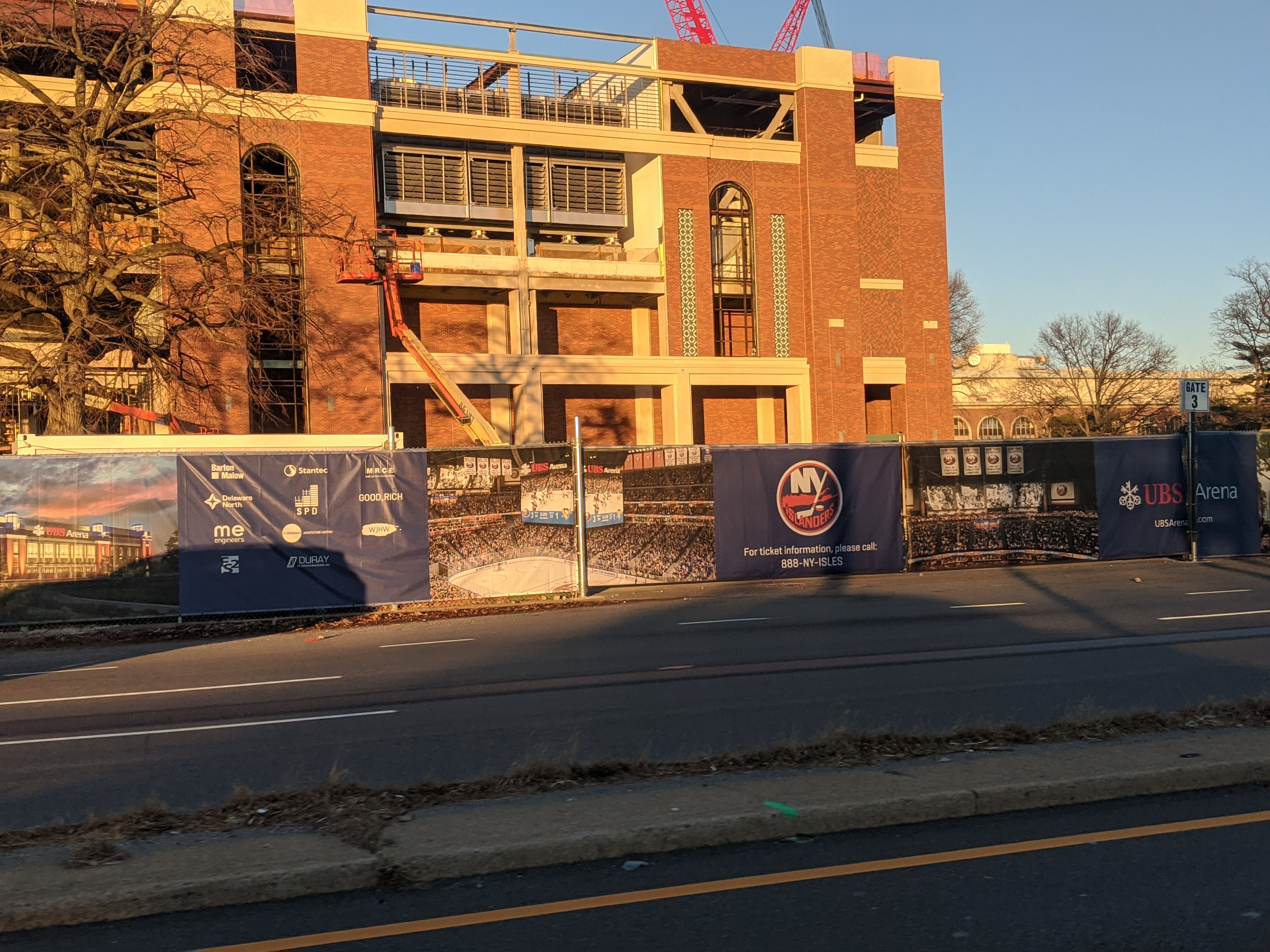
Die Baustelle im Dezember 2020
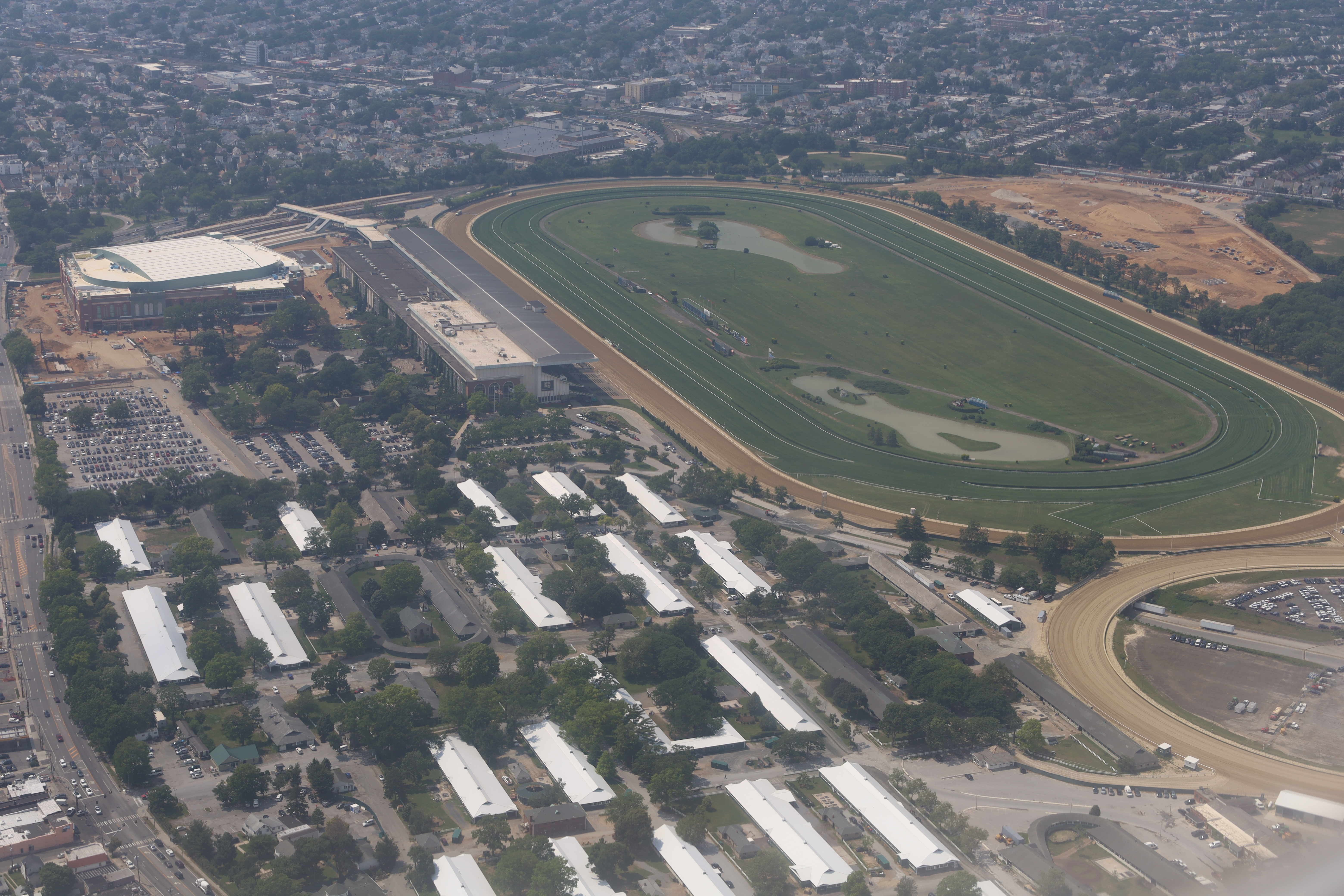
Luftbild des Belmont Park mit der im Bau befindlichen UBS Arena im Juni 2021
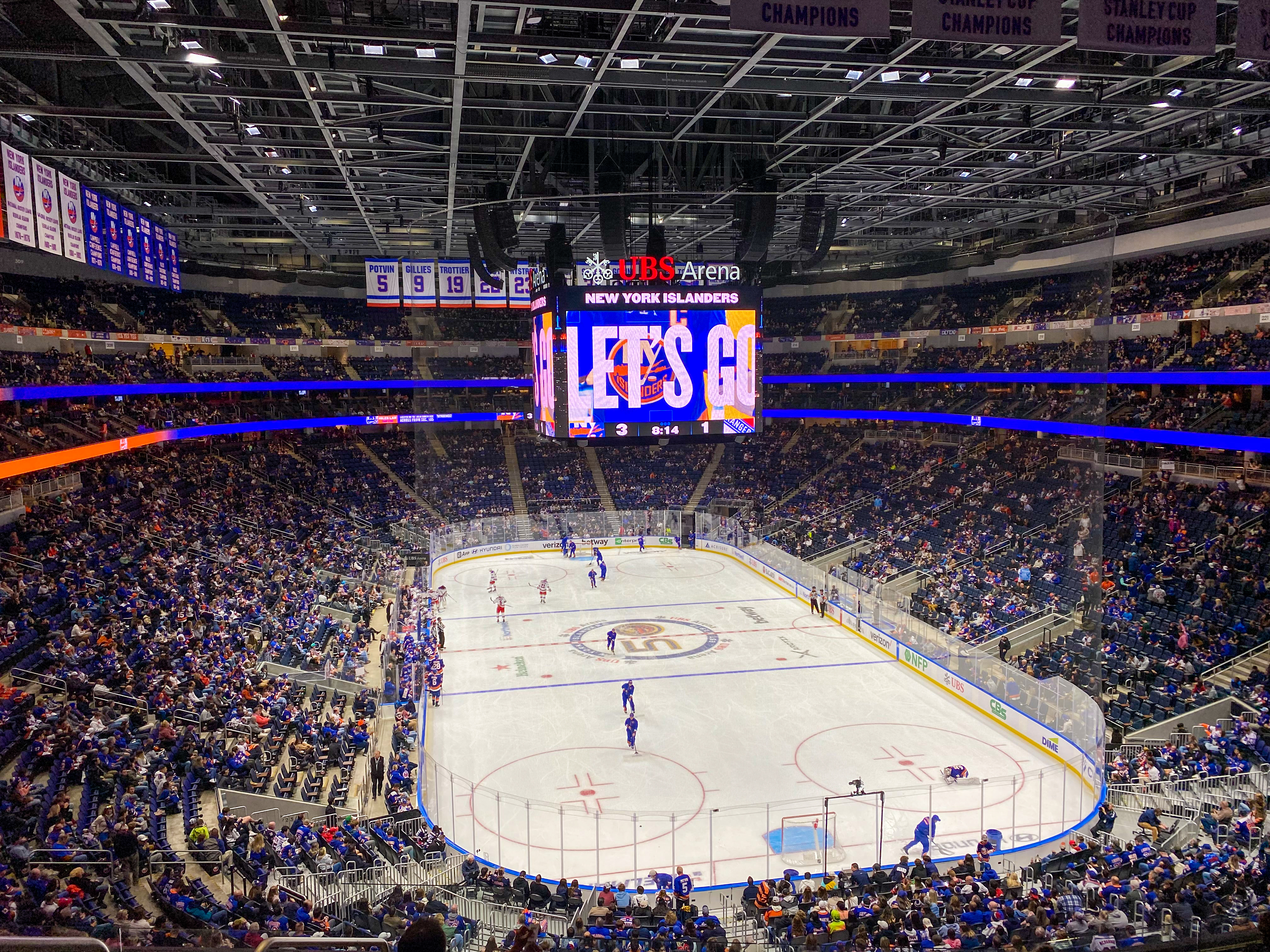
Innenansicht 2022